# The Inspector Lynley Mysteries
The Inspector Lynley Mysteries is een detectiveserie die is gemaakt en uitgezonden door de BBC, de Britse publieke omroep. In Nederland werd de serie uitgezonden door de KRO en herhaald op NPO Best. In België is de reeks op Canvas uitgezonden. En vanaf februari 2024 op de streamingdienst Videoland.
De afleveringen van de eerste twee seizoenen zijn gebaseerd op de verhalen van de Amerikaanse schrijfster Elizabeth George. Latere afleveringen zijn gebaseerd op haar personages, maar niet op haar verhalen.
Nathaniel Parker als Superintendent Thomas Lynley, de achtste graaf van Asherton, lost samen met Sharon Small als zijn Sergeant Barbara Havers (uit de arbeidersklasse) moorden op in opdracht van New Scotland Yard. Zij vullen elkaar op professioneel gebied goed aan, maar het verschil in rang, opleiding en sexe speelt elke aflevering weer een rol. De indruk wordt gewekt dat Barbara verliefd is op Tommy, maar dat wordt nooit daadwerkelijk getoond. Hij rijdt in een Bristol 410.
De serie is door de BBC nogal abrupt gestopt en het lijkt erop dat aflevering 23 Know Thine Enemy de laatste geweest is.
Toen de BBC bekendmaakte te stoppen met Inspector Lynley leverde dit groot ongenoegen op van de KRO-detectivefans die naar aanleiding van dit bericht ruim 13.000 handtekeningen leverden aan de KRO om hun teleurstelling kenbaar te maken.
Ik voel me enorm vereerd en ben heel blij met alle aandacht die ik krijg. Maar als je nu denkt dat Inspector Lynley toch nog doorgaat, moet ik helaas mededelen dat dit hoogst onwaarschijnlijk is, schrijft acteur Nathaniel Parker op zijn site. Hij reageert hiermee op de handtekeningenactie van de KRO om de detectiveserie toch te laten doorgaan. (Bron: Televizier)

## Afleveringen
- pilot: A Great Deliverance (2001)

Naar het boek uit 1988: Totdat de dood ons scheidt.
Het rustige leventje in Keldale, Yorkshire, wordt plots geheel op de kop gezet wanneer priester Hart een gruwelijke moord ontdekt. Een lokale boer, William Tey, is onthoofd in zijn schuur. Zijn 16-jarige dochter, Roberta, wordt in shock naast het lichaam van haar vader gevonden. Zij wordt direct naar een psychiatrisch ziekenhuis gebracht.
Door een corruptieschandaal in het Yorkshire politiekorps, wordt de charmante, aristocratische DI Thomas Lynley aangesteld als hoofd van het onderzoek. Zijn aangewezen partner voor deze zaak is DS Barbara Havers, een spitsvondige, gecompliceerde vrouw, die een tegenovergesteld leven leidt als Lynley. Onberekenbaar als Havers is, zoeken haar superieuren naar elk excuus om haar te ontslaan. Ze is geen teamspeler, dus het samenwerken met een in Oxford opgeleide, carrièregerichte Lynley is op zijn minst een uitdaging te noemen.
- 1/1. Well-Schooled in Murder (2002)

Naar het boek uit 1990: Klassemoord.
Lynley gaat op zoek naar Matthew Whately, een vermiste, veelbelovende leerling van een exclusieve jongensschool. Het onderzoek valt niet mee, want er blijkt een ongeschreven wet van zwijgzaamheid van kracht, geen van Matthews klasgenoten wil iets zeggen. Hij hoopt dat Havers’ no-nonsenseaanpak door de façade heen zal prikken, maar zelfs als Matthews lichaam wordt gevonden wil zijn beste vriend niets zeggen.
- 1/2. Payment in Blood (2002)

Naar het boek uit 1989: Afrekening in bloed.
In het landhuis van impresario Sir Stuart Stinhurst wordt een controversieel toneelstuk gerepeteerd. Als na de eerste lezing van het stuk het lijk van de bekende toneelschrijfster Joy Sinclair wordt gevonden, gaan Lynley en Havers naar Schotland om de zaak te onderzoeken. Het onderzoek wordt bemoeilijkt doordat een naaste vriendin van Lynley een relatie heeft met de regisseur, die ook verdacht wordt. Ook de overige verdachten behoren tot de crème de la crème uit de film- en theaterwereld.
- 1/3. For the Sake of Elena (2002)

Naar het boek uit 1992: Zand over Elena.
Lynley en Havers gaan naar Cambridge om de moord op Elena te onderzoeken. Ze was een jonge, dove studente en werd vermoord terwijl ze 's ochtends door het park jogde. Ze bleek vele bewonderaars te hebben, ook onder de docenten. Ook haar vader is docent. Hij is gescheiden van Elena’s moeder en opnieuw getrouwd met Justine. Hij heeft nu echter ook een relatie met Sarah Gordon, een bekend schilderes. Zij heeft Elena dood gevonden.
- 1/4. Missing Joseph (2002)

Naar het boek uit 1992: De verdwenen Jozef.
In een ogenschijnlijk rustig dorp onderzoekt Lynley de vergiftiging van predikant Robin Sage. De lokale kruidenspecialiste Juliet Spence is een voor de hand liggende verdachte. Zij heeft een relatie met de lokale politieman Steve Shepherd die geacht wordt Lynley en Havers bij te staan in het onderzoek. Het dramatische verleden van de predikant blijkt aanknopingspunten te bieden.
- 2/1. Playing for the Ashes (2003)

Naar het boek uit 1993: Waar rook is.....
Lynley en Havers krijgen te maken met de moord op cricketgrootheid Kenneth Fleming. Zijn minnares is gevlucht na een gewelddadige ruzie, zijn vrouw wil niet geloven aan de scheiding die hij had aangevraagd en de vakantie met zijn zoon had hij net afgezegd. Zowel deze drie als Flemings beschermvrouwe hebben allen geheimen te verbergen over deze sportheld.
- 2/2. In the Presence of the Enemy (2003)

Naar het boek uit 1996: In de handen van de vijand.
Als Charlotte, de tienjarige dochter van minister Eve Bowen, wordt vermoord, zijn Lynley en Havers gechoqueerd door Bowens onverschilligheid. Charlotte is het laatst in leven gezien door haar onbetrouwbare muziekleraar en een collega-parlementslid wil niets liever dan dat Eve Bowen uit de politiek vertrekt. Maar dan verdwijnt alweer een kind...
- 2/3. A Suitable Vengeance (2003)

Naar het boek uit 1997: Mij is de wrake.
Lynley keert terug naar het domein van zijn familie om er de verloving met Helen te gaan vieren. Maar tegelijk wordt hij er geconfronteerd met pijnlijke herinneringen. Zijn relatie met zijn moeder Lady Asherton is al jaren problematisch. Hij heeft het haar inderdaad nooit vergeven dat zij al voor de dood van zijn vader een relatie had met familiedokter Trenarrow. Daarom is Lynley indertijd vertrokken waardoor zijn jongere broer Peter zonder vaderfiguur is opgegroeid. De gespannen feestelijkheden worden overschaduwd door een moord op een winkelier in een nabijgelegen dorp. Lynley moet de zaak uitklaren.
- 2/4. Deception on His Mind (2003)

Naar het boek uit 1997: In de ban van bedrog.
Motieven genoeg in de moord op een jonge Aziatische man: raciale spanningen, religieus extremisme, familieloyaliteit en verboden seksualiteit. Maar voor Lynley en Havers is het moeilijk bewijzen te vinden. Het onderzoek wordt nauwkeurig in de gaten gehouden door Muneer Malik, de broer van de aanstaande bruid van het slachtoffer.
- 3/1. In Pursuit of the Proper Sinner (2004)

Naar het boek uit 1999: Wie zonder zonde is.
Havers wordt gedegradeerd. Ze is natuurlijk gechoqueerd als ze hoort dat haar partner Lynley de degradatie steunt. Lynley wordt door ex-politieagent Andy Maiden gevraagd de moord op zijn dochter te onderzoeken. Maiden denkt dat ze is vermoord door een crimineel die iets tegen hem heeft. Lynley komt erachter dat het meisje een ander leven leidde dan werd verondersteld. Lynley schakelt ook Havers in voor het onderzoek.
- 3/2. A Traitor to Memory (2004)

Naar het boek uit 2001: Verrader van het verleden.
Gefrustreerd over haar degradatie grijpt Havers DCI Webberleys zilveren bruiloft aan om haar ontslag in te dienen. Lynley en Havers krijgen er woorden over, maar feest en ruzie worden vergeten als een moord wordt gemeld. Een vrouw is diverse malen overreden. Ze lijkt onderweg te zijn geweest naar de man die haar lichaam op straat vond. Hij ontkent dit echter. Lynley is furieus als blijkt dat Webberley en DS Leach het slachtoffer kenden van een eerdere zaak.
- 3/3. A Cry for Justice (2004)

Het lukt Havers niet Lynley ervan te overtuigen dat de zelfmoord waarvoor ze zijn opgeroepen een moord is. De volgende blijkt dat ze gelijk had. Morag, het slachtoffer, had buiten haar werk vrijwel geen leven. De enige aanwijzing is een jongeman die rondhing buiten haar flat. Op Morags werk bij de prestigieuze Mayfair Club doet Lynley een aantal interessante ontdekkingen: onder andere dat Morag een kind heeft afgestaan en er vervolgens een heeft gestolen.
- 3/4. If Wishes were Horses (2004)

Helens mentor, forensisch psycholoog Dermot Finnegan, is vermoord. De zaak is toegewezen aan Lynley en Havers. Bij de begrafenis duikt de auto op van een moordenaar die veroordeeld werd dankzij Finnegan. Ook verschijnt een mysterieuze vrouw die met niemand spreekt en aan het eind wegglipt. In Finnegans kantoor worden brieven en foto's gevonden van diverse vrouwen met wie hij affaires had. Verdachten zijn er genoeg...
- 4/1. In Divine Proportion (2005)

Het is de eerste werkdag van Havers nadat zij werd neergeschoten. Ze wordt op een zaak gezet van een vrouw die in het landelijke Suffolk is doodgeschoten. Het lokale politiebureau ontvangt een foto waarop het slachtoffer ruziet met een man. Iemand die betrokken is bij de zaak lijkt aanwijzingen te geven. Deze onthullen een geheim dat het dorp al jaren verbergt.
- 4/2. In The Guise of Death (2005)

Havers geeft haar smartengeld uit aan aikido-les in Cornwall. Lynley is in die omgeving op bezoek bij zijn moeder. Dan wordt de paardentrainer in zijn stal aangetroffen, hij is opgehangen. Lynley ontdekt een verband met een lokaal smokkelnetwerk. Een andere aanwijzing leidt de speurders naar de lokale aristocratie. De moordenaar zou weleens dichter bij huis kunnen zijn dan ze zich kunnen voorstellen.
- 4/3. The Seed Of Cunning (2005)

Als het lijk van de portier van het House of Lords in de Theems wordt gevonden, wordt als motief aanvankelijk gedacht aan zijn gokschulden. Er wordt echter ook een klerk vermoord. Dit wijst op een bredere samenzwering rond gestolen documenten, een testrapport over een raketsysteem. Als het onderzoek vordert, realiseren de rechercheurs zich dat ze worden gevolgd.
- 4/4. Word Of God (2005)

Op Smithfields Market in Londen wordt een illegale immigrant gevonden in een vleeswagen. Hij is doodgevroren. Het slachtoffer draagt een deel van een waardevolle, antieke koran bij zich, een zeer waarschijnlijk motief voor de moord. Verder mist de immigrant een van zijn nieren. Lynley bindt de strijd aan met DI Brennan van Immigratie, die ook betrokken is bij het onderzoek. Lynley vraagt zich af hoeveel hij moet riskeren om de moordenaar te pakken.
- 5/1. Natural Causes (2006)

Sinds Lynleys arrest en schorsing wegens het uiten van bedreigingen aan zijn overste, is Havers zonder partner. Ze begint een nieuw moordonderzoek aan de zijde van de hoogzwangere, maar kordate DI Fiona Knight. Samen onderzoeken ze de moord op Edie Covington, wiens lijk gedumpt werd in een plaatselijk meer.
Teruggekeerd in Londen, verschijnt Lynley voor een disciplinaire hoorzitting, teneinde te bepalen of hij weer aan de slag kan. Na de hoorzitting helpt Lynley officieus Havers en Knight bij hun moordonderzoek op Covington. Maar de poppen gaan aan het dansen als er een nieuw lijk wordt ontdekt en er bovendien ook nog iemand wordt ontvoerd. Kan Lynley nu nog zonder problemen voortgaan met Havers en Knight te helpen?
- 5/2. One Guilty Deed (2006)

Lynley en Havers zijn zéér dicht bij het ontmaskeren van bendechef Michael Shand. Maar als hun informant Roger Pollard wordt doodgeschoten en zijn lijk aan de zuidkust gevonden wordt, ontdekken ze dat er meer aan de hand is dan enkel deze contractuele moord. Waarom was Pollard trouwens aan de zuidkust, daar waar hij verondersteld werd in Manchester te zijn, onder politiebescherming? En hoe zit het met Carly Baker, die ergens in een caravanpark werkt?
- 5/3.Chinese Walls (2006)

Als de toekomstige advocate Emily Proctor vermoord teruggevonden wordt in Hyde Parks, komen Lynley en Havers terecht bij de mensenadvocaat Tony Wainwright en zijn klerk Hester Reed.
Wainwrights hartstochtelijke karakter en een verborgen verhouding met het slachtoffer, maken hem tot hoofdverdachte. Maar als ook het dubbele leven van Emily aan het licht komt, treden Lynley en Havers binnen in een wereld van internetporno en in een met geheimen beladen familie.
- 5/4. In The Blink Of An Eye (2006)

Als de voormalige oorlogsfotograaf Peter Rooker wordt neergeschoten, leidt het moordonderzoek naar een door Servische milities geëxecuteerde familie en tevens naar de uitgever van tabloids, Eddie Price en uitgeefster Melissa Booth. Als Lynley aan zijn vrouw Helen vraagt om hem te helpen bij het ontraadselen van de psychologische geschiedenis die achter dit doden zit, opent hij onbewust een deur naar een reeks tragische gebeurtenissen.
- 6/1. Limbo (2007)

Inspector Lynley keert terug, maar heeft het ontzettend moeilijk met de dood van zijn geliefde echtgenote. Daardoor is hij stevig gaan drinken, reden voor DS Havers om bekommerd te zijn. Maar als Lynley een telefoontje ontvangt dat zijn doopkind Justin Oborne (Jacob Avery), dat zo’n twaalf jaar geleden verdween op 5-jarige leeftijd, werd teruggevonden, moet hij zich wel tot het uiterste inspannen.
Lynley reist naar Rome om Julia, de zus van Justin (Georgina Rylance) over te halen naar de begrafenis te gaan. Als Julia en Lynley terugkeren naar haar flat, merken ze een inbreker op die er vliegensvlug vandoor gaat. Blijkbaar heeft iemand het op Julia gemunt.
- 6/2. Know Thine Enemy (2007)

In een meer wordt het lichaam van een vermiste scholiere gevonden. Ze blijkt te zijn verkracht en ze is waarschijnlijk een tijd gevangengehouden. Dan wordt Kelly, een andere scholiere, als vermist opgegeven. Ze is diabeet en zal in coma raken als ze niet snel gevonden wordt. In deze aflevering speelt Honeysuckle Weeks, bekend uit Foyle's War, een belangrijke rol als voornaamste verdachte.

## Rolverdeling
- Nathaniel Parker - Thomas Lynley
- Sharon Small - Barbara Havers
- Lesley Vickerage (afl. 2-13) en Catherine Russell (14-21) - Helen Clyde
- Paul Hickey - Stuart Lafferty
- Shaun Parkes - DC Winston Nkata